# Galium johnstonii
Galium johnstonii là một loài thực vật có hoa trong họ Thiến thảo. Loài này được Dempster & Stebbins mô tả khoa học đầu tiên năm 1971.